# Joseph Clayton Clarke

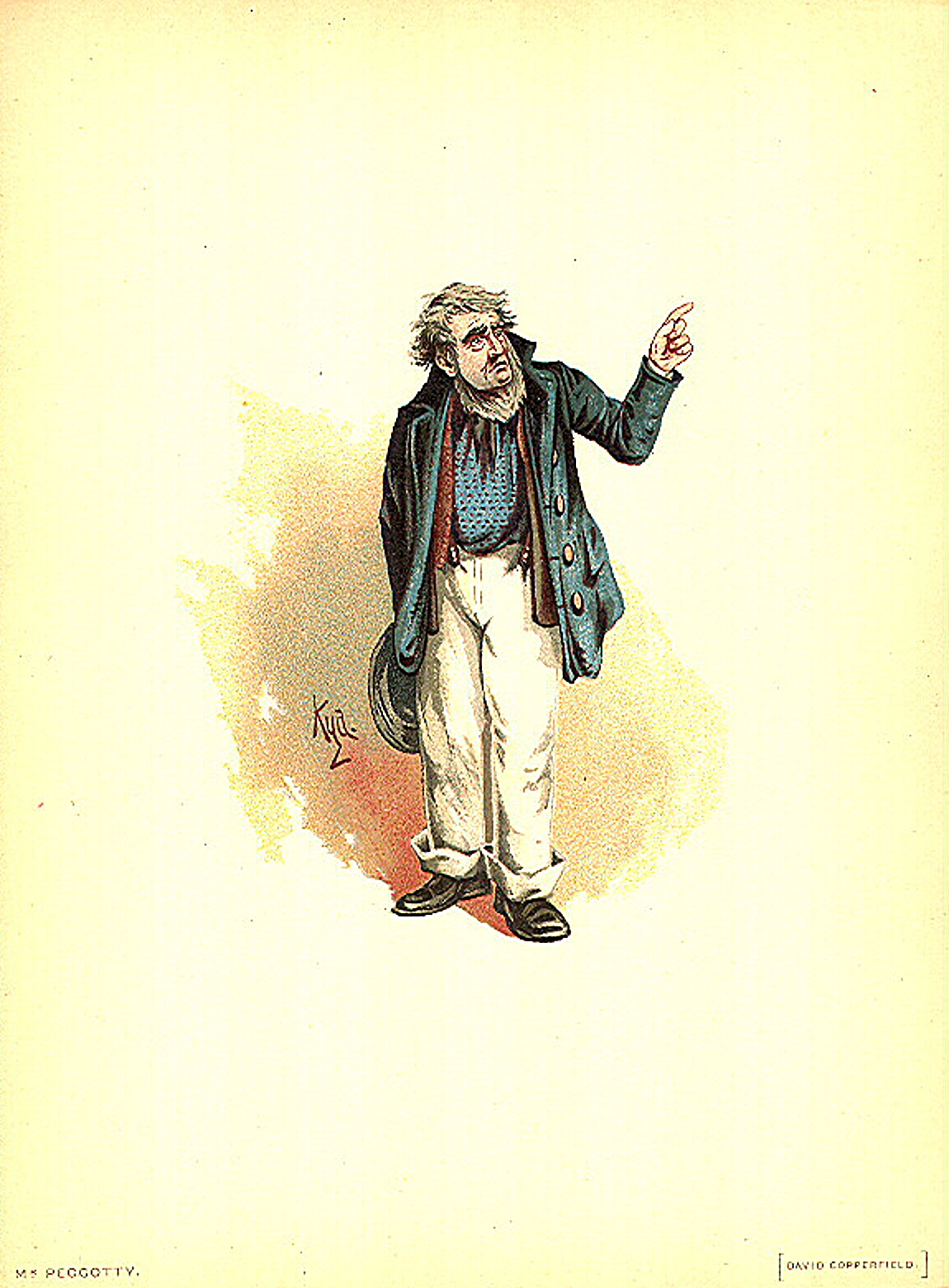
Mr. Peggotty, personnage tiré de David Copperfield.

Joseph Clayton Clarke (1856-1937), dont « Kyd » était le nom d'artiste, est un artiste britannique, plus particulièrement connu pour ses illustrations de personnages des romans de Charles Dickens.
Tout au long de sa vie, Joseph Clayton Clarke a de nombreuses activités, telles que concepteur de « cartes à cigarettes » (« cigarette cards (en) »), de cartes postales, illustrateur de livres à rabats (« tranches peintes ») se spécialisant principalement dans les personnages tirés des œuvres de Charles Dickens. Il travaille pour Punch une seule et unique journée, avant de se mettre artiste à son compte jusqu'en 1900.
Les illustrations des œuvres de Dickens apparaissent tout d'abord en 1887 dans Fleet Street Magazine, avec deux séries publiées peu après, The Characters of Charles Dickens (1889) et Some Well Known Characters from the Works of Charles Dickens (1892). Tout au début du XXe siècle, cinq jeux de cartes postales tirées de ses illustrations de Dickens sont publiés, ainsi que sept jeux de cartes amusantes non consacrées à Dickens.
À compter des années 1920, Joseph Clayton Clarke gagne sa vie en faisant des aquarelles, principalement de personnages de Dickens, qu'il écoule au travers du circuit des éditeurs londoniens.